# Аннакон, Пол
Пол Аннакон (англ. Paul Annacone; род. 20 марта 1963, Саутгемптон, Нью-Йорк) — американский теннисист, теннисный тренер и комментатор, бывшая 3-я ракетка мира в парном разряде. Победитель Открытого чемпионата Австралии (1985) в мужском парном разряде, финалист Открытого чемпионата США (1990) и Итогового турнира WCT (1986) в мужском парном разряде и Открытого чемпионата США (1987) в миксте, победитель 17 турниров Гран-при и ATP (из них 3 в одиночном разряде). После окончания игровой карьеры — тренер Пита Сампраса, Тима Хенмена и Роджера Федерера, капитан сборной Великобритании в Кубке Дэвиса.

## Игровая карьера
В юности посещал теннисную академию Ника Боллетьери в Брейдентоне (Флорида). В 1980 году выиграл крупный юношеский турнир Orange Bowl в парном разряде. В 1982—1984 годах выступал за теннисную сборную Университета Теннесси. За это время одержал в одиночном разряде 115 побед при 22 поражениях (в том числе 51 победу при 3 поражениях в 1984 году), трижды избирался в символическую сборную Юго-Восточной конференции, а также был избран в символическую сборную США (англ. All-American). В 1982 году стал чемпионом конференции в парном разряде, в 1984 году — в одиночном и в этом же году выиграл чемпионат Межвузовской теннисной ассоциации (ITA) на крытых кортах в одиночном разряде.
По окончании университета начал профессиональную теннисную карьеру. В первый же год, на Уимблдонском турнире 1984 года, занимая в рейтинге ATP 242-е место, добился своего лучшего результата в одиночном разряде в турнирах Большого шлема: победил в 4-м круге 13-ю ракетку мира Йохана Крика прежде, чем проиграть в четвертьфинале Джимми Коннорсу.
В 1985 году Аннакон выиграл с южноафриканцем Кристо ван Ренсбургом Открытый чемпионат Австралии в мужском парном разряде. После этого они стали финалистами Итогового турнира WCT и трижды (в 1986, 1987 и 1989 годах) пробивались в Итоговый турнир ATP, в котором разыгрывали чемпионский титул сильнейшие пары мира. В 1986 году в полуфинале Мировой группы Кубка Дэвиса Аннакон сыграл свой единственный матч за сборную США, в паре с Кеном Флэком в пяти сетах обыграв австралийцев Джона Фицджеральда Пэта Кэша; это было единственное очко, взятое американцами в этом матче. 6 апреля 1987 года поднялся в парном рейтинге ATP до 3-го места. В том же году в паре с американкой Бетси Нагельсен дошёл до финала Открытого чемпионата США, где они не реализовали два матчбола, уступив в итоге Эмилио Санчесу и Мартине Навратиловой, ставшей в этом году абсолютной чемпионкой.
В 1990 году с ещё одним американцем Дэвидом Уитоном выиграл Открытый чемпионат Канады — турнир, в новом туре ATP получивший высшую категорию «Мастерс». После этого Аннакон и Уитон дошли до финала Открытого чемпионата США в мужском парном разряде, где уступили второй паре турнира Дани Виссер — Питер Олдрич.
В общей сложности за годы профессиональной карьеры завоевал 14 титулов в парном и 3 в одиночном разряде. В основном завершил выступления к концу 1993 года.

## Положение в рейтинге в конце сезона
| Год              | 1984 | 1985 | 1986 | 1987 | 1988 | 1989 | 1990 | 1991 | 1992 | 1993 | 1994 |
| ---------------- | ---- | ---- | ---- | ---- | ---- | ---- | ---- | ---- | ---- | ---- | ---- |
| Одиночный разряд | 92   | 13   | 43   | 32   | 38   | 65   | 165  | 433  | 225  | 813  |      |
| Парный разряд    | 76   | 5    | 26   | 9    | 21   | 18   | 29   | 217  | 247  | 72   | 97   |

## Участие в финалах турниров Большого шлема (3)

### Мужской парный разряд (1+1)
| Результат | Год  | Турнир                       | Покрытие | Партнёр             | Соперники в финале       | Счёт в финале      |
| --------- | ---- | ---------------------------- | -------- | ------------------- | ------------------------ | ------------------ |
| Победа    | 1985 | Открытый чемпионат Австралии | Трава    | Кристо ван Ренсбург | Ким Уорик Марк Эдмондсон | 3-6, 7-6, 6-4, 6-4 |
| Поражение | 1990 | Открытый чемпионат США       | Хард     | Дэвид Уитон         | Дани Виссер Питер Олдрич | 2-6, 6-7, 2-6      |

### Смешанный парный разряд (0+1)
| Результат | Год  | Турнир                 | Покрытие | Партнёрша       | Соперники в финале                | Счёт в финале |
| --------- | ---- | ---------------------- | -------- | --------------- | --------------------------------- | ------------- |
| Поражение | 1987 | Открытый чемпионат США | Хард     | Бетси Нагельсен | Мартина Навратилова Эмилио Санчес | 4-6, 7-6, 6-7 |

## Финалы турниров за карьеру
| Результат | №  | Дата             | Турнир                         | Покрытие | Соперник в финале | Счёт в финале           |
| --------- | -- | ---------------- | ------------------------------ | -------- | ----------------- | ----------------------- |
| Поражение | 1. | 28 апреля 1985   | Атланта, США                   | Ковёр(i) | Джон Макинрой     | 6-7, 6-7, 2-6           |
| Победа    | 1. | 22 сентября 1985 | Лос-Анджелес, США              | Хард     | Стефан Эдберг     | 7-6, 6-7, 7-6           |
| Победа    | 2. | 13 октября 1985  | Брисбен, Австралия             | Ковёр(i) | Келли Эверден     | 6-3, 6-3                |
| Поражение | 2. | 27 октября 1985  | Мельбурн, Австралия            | Ковёр(i) | Марти Дэвис       | 4-6, 4-6                |
| Поражение | 3. | 31 июля 1988     | Страттон-Маунтин, Вермонт, США | Хард     | Андре Агасси      | 2-6, 4-6                |
| Победа    | 3. | 22 октября 1989  | Вена, Австрия                  | Ковёр(i) | Келли Эверден     | 6-7, 6-4, 6-1, 2-6, 6-3 |

| Результат | №   | Дата             | Турнир                                      | Покрытие | Партнёр             | Соперники в финале              | Счёт в финале           |
| --------- | --- | ---------------- | ------------------------------------------- | -------- | ------------------- | ------------------------------- | ----------------------- |
| Поражение | 1.  | 30 октября 1983  | Кёльн, ФРГ                                  | Ковёр(i) | Эрик Корита         | Ник Савиано Флорин Сегарчану    | 3-6, 4-6                |
| Поражение | 2.  | 5 августа 1984   | Ливингстон, Нью-Джерси, США                 | Хард     | Гленн Мичибата      | Скотт Дэвис Бен Тестерман       | 4-6, 4-6                |
| Победа    | 1.  | 16 декабря 1984  | Сидней, Австралия                           | Трава    | Кристо ван Ренсбург | Том Галликсон Скотт Маккейн     | 7-6, 7-5                |
| Победа    | 2.  | 17 февраля 1985  | Делрей-Бич, Флорида, США                    | Хард     | Кристо ван Ренсбург | Шервуд Стюарт Ким Уорик         | 7-5, 7-5, 6-4           |
| Победа    | 3.  | 28 апреля 1985   | Атланта, США                                | Ковёр(i) | Кристо ван Ренсбург | Стив Дентон Томаш Шмид          | 6-4, 6-3                |
| Поражение | 3.  | 5 мая 1985       | Лас-Вегас, США                              | Хард     | Кристо ван Ренсбург | Пэт Кэш Джон Фицджеральд        | 6-7, 7-6, 6-7           |
| Поражение | 4.  | 14 июля 1985     | Ньюпорт, США                                | Трава    | Кристо ван Ренсбург | Сэмми Джаммалва Питер Духан     | 1-6, 3-6                |
| Поражение | 5.  | 22 сентября 1985 | Лос-Анджелес, США                           | Хард     | Кристо ван Ренсбург | Роберт ван'т Хоф Скотт Дэвис    | 3-6, 6-7                |
| Победа    | 4.  | 29 сентября 1985 | Сан-Франциско, США                          | Ковёр(i) | Кристо ван Ренсбург | Брэд Гилберт Сэнди Майер        | 3-6, 6-3, 6-4           |
| Победа    | 5.  | 8 декабря 1985   | Открытый чемпионат Австралии, Мельбурн      | Трава    | Кристо ван Ренсбург | Ким Уорик Марк Эдмондсон        | 3-6, 7-6, 6-4, 6-4      |
| Поражение | 6.  | 12 января 1986   | Итоговый турнир WCT, Лондон, Великобритания | Ковёр(i) | Кристо ван Ренсбург | Хайнц Гюнтхардт Балаж Тароци    | 4-6, 6-1, 6-7, 7-6, 4-6 |
| Поражение | 7.  | 10 августа 1986  | Страттон-Маунтин, Вермонт, США              | Хард     | Кристо ван Ренсбург | Джон Макинрой Питер Флеминг     | 3-6, 6-3, 3-6           |
| Победа    | 6.  | 8 марта 1987     | Ки-Бискейн, США (2)                         | Хард     | Кристо ван Ренсбург | Роберт Сегусо Кен Флэк          | 6-2, 6-4, 6-4           |
| Поражение | 8.  | 22 марта 1987    | Орландо, США                                | Хард     | Кристо ван Ренсбург | Шервуд Стюарт Ким Уорик         | 6-2, 6-7, 4-6           |
| Победа    | 7.  | 5 апреля 1987    | Чикаго, США                                 | Ковёр(i) | Кристо ван Ренсбург | Майк де Палмер Гэри Доннелли    | 6-3, 7-6                |
| Победа    | 8.  | 19 апреля 1987   | Токио, Япония                               | Хард     | Кевин Каррен        | Андрес Гомес Андерс Яррид       | 6-4, 7-6                |
| Отменён   | 1.  | 9 августа 1987   | Страттон-Маунтин                            | Хард     | Кристо ван Ренсбург | Роберт Сегусо Кен Флэк          | Не игрался              |
| Поражение | 9.  | 24 июля 1988     | Скенектади, Нью-Йорк, США                   | Хард     | Патрик Макинрой     | Грег ван Эмбург Александр Мронц | 3-6, 7-6, 5-7           |
| Победа    | 9.  | 30 октября 1988  | Париж, Франция                              | Ковёр(i) | Джон Фицджеральд    | Кристо ван Ренсбург Джим Грабб  | 6-2, 6-2                |
| Поражение | 10. | 6 ноября 1988    | Стокгольм, Швеция                           | Хард(i)  | Джон Фицджеральд    | Джим Грабб Кевин Каррен         | 5-7, 4-6                |
| Победа    | 10. | 19 февраля 1989  | Мемфис, США                                 | Хард(i)  | Кристо ван Ренсбург | Скотт Дэвис Тим Уилкисон        | 7-6, 6-7, 6-1           |
| Победа    | 11. | 26 февраля 1989  | Филадельфия, США                            | Ковёр(i) | Кристо ван Ренсбург | Рик Лич Джим Пью                | 6-3, 7-5                |
| Поражение | 11. | 12 марта 1989    | Скоттсдейл, Аризона, США                    | Хард     | Кристо ван Ренсбург | Рик Лич Джим Пью                | 7-6, 3-6, 2-6, 6-2, 4-6 |
| Поражение | 12. | 1 октября 1989   | Сан-Франциско                               | Ковёр(i) | Кристо ван Ренсбург | Дани Виссер Питер Олдрич        | 4-6, 3-6                |
| Поражение | 13. | 22 октября 1989  | Вена, Австрия                               | Ковёр(i) | Келли Эвернден      | Ян Гуннарссон Андерс Яррид      | 2-6, 3-6                |
| Победа    | 12. | 29 июля 1990     | Торонто, Канада                             | Хард     | Дэвид Уитон         | Бродерик Дайк Петер Лундгрен    | 6-1, 7-6                |
| Поражение | 14. | 9 сентября 1990  | Открытый чемпионат США, Нью-Йорк            | Хард     | Дэвид Уитон         | Дани Виссер Питер Олдрич        | 2-6, 6-7, 2-6           |
| Поражение | 15. | 12 июля 1992     | Ньюпорт                                     | Трава    | Дэвид Уитон         | Ройс Депп Давид Рикл            | 4-6, 4-6                |
| Победа    | 13. | 2 мая 1993       | Атланта (2)                                 | Грунт    | Ричи Ренеберг       | Тодд Мартин Джаред Палмер       | 6-4, 7-6                |
| Поражение | 16. | 16 мая 1993      | Корал-Спрингс, Флорида, США                 | Грунт    | Даг Флэк            | Патрик Макинрой Джонатан Старк  | 4-6, 3-6                |
| Победа    | 14. | 24 октября 1993  | Пекин, КНР                                  | Ковёр(i) | Даг Флэк            | Паул Хархёйс Якко Элтинг        | 7-6, 6-3                |

## Дальнейшая карьера
После завершения выступлений Аннакон работал теннисным тренером. C 1996 по 2002 год он тренировал соотечественника Пита Сампраса, в этот промежуток времени занимавшего первую строчку в рейтинге ATP, а с 2003 по 2007 годы — тогдашнюю первую ракетку Великобритании Тима Хенмена. В 2008—2010 годах занимал пост капитана сборной Великобритании в Кубке Дэвиса. Тренировал Роджера Федерера с августа 2010 по июль 2013 года — за этот период швейцарский теннисист завоевал очередной титул на Уимблдонском турнире и на некоторое время вернул себе первое место в рейтинге. В 2014 году Аннакон тренировал Слоан Стивенс, будущую победительницу Открытого чемпионата США, а позже стал тренером Тейлора Фрица.
В 2001—2003 годах Аннакон возглавлял программу высших достижений Ассоциации тенниса Соединённых Штатов, с 2006 по 2010 год был ассистентом директора управления мужского тенниса Ассоциации лаун-тенниса (Великобритания) Пола Хатчинса. Работал как комментатор и аналитик в программах Tennis Channel, с 2011 года — директор-консультант компании Annacone Tennis Management, президентом которой является его брат Стив, также профессиональный тренер. От бывшей жены Трейси у Пола Аннакона двое детей — сын Николас (1988 года рождения) и дочь Оливия (1993 года рождения).